# Euchelus mysticus
Euchelus mysticus is een slakkensoort uit de familie van de Chilodontaidae. De wetenschappelijke naam van de soort is voor het eerst geldig gepubliceerd in 1889 door Pilsbry.